# Oblivion EP
Oblivion EP ist die vierte EP der US-amerikanischen Progressive-Metal-/Sludge-Band Mastodon. Sie erschien am 4. November 2009 via Reprise Records.

## Entstehung
Das Titellied wurde für das Album Crack the Skye geschrieben, dass am 20. März 2009 erschien. Das Album wurde im Tonstudio Southern Tracks Recordings in Atlanta aufgenommen und wurde von Brendan O’Brien produziert. Die EP enthält neben der Studioversion des Titelliedes Liveaufnahmen der Lieder Divinations, The Bit und Colony of Birchmen sowie die Musikvideos der Lieder Oblivion und Divinations. Der Song The Bit ist eine Coverversion und stammt im Original von der Band Melvins.

## Titelliste
1. Oblivion – 5:46
2. Divinations (live) – 3:21
3. The Bit (live) – 4:55
4. Colony of Birchmen (live) – 3:59
5. Oblivion (Musikvideo)
6. Divinations (Musikvideo)

## Rezeption
Rezensent Reini vom Onlinemagazin Stormbringer.at beschrieb Oblivion als „das wohl eingängisten Stück Musik, welches Mastodon je freigelassen haben, natürlich mit Windungen und Überraschungen, aber der Refrain würde von null auf hundert ins Gehirn donnern“. Für Yan Vogel vom Onlinemagazin laut.de vereint Oblivion alle Trademarks der Band und bietet einen unvergleichlichen Mammut-Sound.
Oblivion EP erreichte Platz 30 der Billboard Mainstream Rock Songs.
Das Musikvideo für das Titellied wurde bei den Kerrang! Awards 2009 als bestes Musikvideo ausgezeichnet. Das US-amerikanische Onlinemagazin Loudwire kürte das Titellied zum besten Metalsong des Jahres 2009.